# Ernst Wüst (Philologe)
Ernst Wüst (* 17. März 1875 in Balgheim bei Nördlingen; † 18. Oktober 1959 in München) war ein deutscher Klassischer Philologe und Gymnasiallehrer.

## Leben
Ernst Wüst, der Sohn des Hauptschullehrers Konrad Wüst, besuchte die Lateinschule zu Nördlingen und das Gymnasium bei St. Anna in Augsburg, wo er 1893 die Reifeprüfung ablegte. Anschließend studierte er an der Universität Erlangen Klassische Philologie, Philosophie und Geschichte. 1895 wechselte er an die Universität München, wo er 1897 und 1898 die Lehramtsprüfung für Latein, Griechisch und Philosophie bestand. Während seines Studiums wurde er 1894 Mitglied der Burschenschaft Germania Erlangen.
Nach dem Studium arbeitete Wüst als Lehramtspraktikant am humanistischen Gymnasium zu Neuburg an der Donau, danach als Assistent am Progymnasium zu St. Ingbert, am Alten Gymnasium zu Bamberg und am Königlichen Gymnasium zu Günzburg.
Am 23. Juli 1901 wurde er an der Universität München mit der Dissertation Beiträge zur Textkritik und Exegese der Platonischen Politeia promoviert. Sein Doktorvater war Iwan von Müller, dem Wüst die Dissertation auch widmete.
Kurz darauf erhielt Wüst seine erste Festanstellung im bayerischen Schuldienst: Am 1. September 1901 wurde er zum Gymnasiallehrer am Königlichen humanistischen Gymnasium zu Dillingen an der Donau ernannt. 1906 wechselte er an das Theresien-Gymnasium München, wo er zum Oberstudienrat befördert wurde.
Im Frühjahr 1940 wurde Wüst noch mit 65 Jahren als Honorarprofessor für Klassische Philologie an die Universität München berufen. Die Berufung ging auf die Initiative des Prodekans Franz Dirlmeier zurück, der dadurch Ersatz für die im Felde stehenden Professoren schaffen wollte. Auch nach dem Ende des Zweiten Weltkriegs lehrte Wüst (ohne sich als unbelastet dem Entnazifizierungsverfahren unterziehen zu müssen) weiter. 1947 wurde er als Oberschulrat in das Bayerische Unterrichtsministerium berufen. 1952 erhielt er das Verdienstkreuz (Steckkreuz) der Bundesrepublik Deutschland.
Neben seiner Tätigkeit im Schul- und Universitätsbereich betrieb Wüst auch philologische Forschungsarbeit. Seine Schwerpunkte waren die griechische Mythologie und die Attische Komödie. Zu dieser verfasste er seit den 30er Jahren über 200 Artikel für die Realencyclopädie der classischen Altertumswissenschaften (RE) und umfangreiche Literaturberichte, in denen er die Forschung von der Jahrhundertwende bis in die 50er Jahre zusammenfasste. Sein Alterswerk war ein Lexicon Aristophaneum, das erst lange nach seinem Tod erschien: Sein Sohn Karl Wüst gab es 1984 mit einem Vorwort von Günther Pflug heraus.

## Schriften (Auswahl)
- Beiträge zur Textkritik und Exegese der platonischen Politeia. Dillingen 1902 (Dissertation)
- Aristophanes-Studien, als Vorläufer eines Aristophanes-Lexikons. München 1908 (Schulprogramm)
- Neue Aristophanes-Studien. Erlangen 1914 (Schulprogramm)
- Skolion und γεφυρισμός in der alten Komödie. In: Philologus. Band 77 (1921), S. 26–45
- Vom Wert der alten Sprachen für die Ausbildung unserer Jugend. Würzburg 1922
- Epicharmos und die alte attische Komödie. In: Rheinisches Museum für Philologie. Band 93 (1950), S. 337–364
- Epicharmos und die alte attische Komödie. In: Rheinisches Museum für Philologie. Band 101 (1958), S. 75–91
- Lexicon Aristophaneum. Ein handschriftliches Spezialwörterbuch zu den Komödien des Aristophanes. München 1984

Herausgeberschaft
- Lukrez: Das Weltall. Eine Auswahlo aus der Übersetzung von Max Seydel. München 1927
- K. Kraut, W. Rösch: Anthologie aus griechischen Prosaikern. 2. Auflage. Drei Hefte, Stuttgart 1930–1931